# Меир, Джессика Ульрика
Меир Джессика Ульрика (англ. Jessica Ulrika Meir; род. 1 июля 1977, Карибу, Мэн, США, США) — астронавт НАСА, 348-й астронавт США и 564-й космонавт мира, учёный в области физиологии и биологии океана. Доктор философии по биологии (Ph.D.).
Стартовала 25 сентября 2019 года в 16:57 мск с космодрома Байконур в качестве бортинженера экипажа транспортного пилотируемого корабля «Союз МС-15» и бортинженера экипажа Международной космической станции по программе основных космических экспедиций МКС-61/62. Вернулась на Землю 17 апреля 2020 года, продолжительность полёта составила более 204 суток. Во время полета совершила три выхода в открытый космос общей продолжительностью 21 час 44 минуты.
Имеет двойное гражданство — американское и шведское; является первой женщиной-космонавтом Швеции.

## Ранние годы
Джессика Меир родилась 15 июля 1977 года в городе Карибу (штат Мэн, США) в еврейской многодетной семье Иосифа и Уллы-Бритт Меир. У Джессики четверо старших братьев и сестёр. Её отец, Йосеф Меир, родился в 1925 году в Багдаде (Королевство Ирак), в 1931 году с семьёй переехал в Палестину, участвовал в войне за независимость Израиля, учился в медицинском институте в Швеции, затем работал врачом в Израиле. Мать, Улла-Бритта, родилась в 1944 году в Швеции, она родом из города Вестерос, выросла в христианской семье, работала медсестрой. Её родители встретились и поженились в Швеции, там же родились старшие сёстры Джессики.
В 1995 году, после окончания средней школы в городе Карибу, поступила в Брауновский университет в городе Провиденс (Род-Айленд, штат Род-Айленд), который окончила в 1999 году и получила степень бакалавра в области биологии. В 2000 году получила степень магистра наук по космическим исследованиям в Международном университете космических исследований (г. Страсбург, Франция).
В 2000−2003 годах работала в Лаборатории исследований человеческого организма корпорации «Локхид-Мартин» в Космическом центре НАСА им. Джонсона, где участвовала в исследованиях физиологии человека в период полётов Спейс шаттлов и МКС. В 2002 году получила звание лучшего работника месяца корпорации «Локхид-Мартин». В сентябре 2002 года участвовала в эксперименте NEEMO-4 в подводной лаборатории НАСА «Аквариус». В 2003 году получила особую награду Космического центра НАСА. В ходе подготовки материала для диссертации проводила исследования физиологии подводного плавания морских млекопитающих и птиц, в том числе изучала уменьшение содержания кислорода в организме во время нахождения под водой у императорских пингвинов на побережье Антарктиды и у морских слонов в Северной Калифорнии. В 2009 году получила докторскую степень по морской биологии (физиология дайвинга) в Институте океанографии Скриппса при Калифорнийском университете в Сан-Диего, штат Калифорния.
Во время прохождения постдокторантуры в Университете Британской Колумбии изучала особенности летающих на большой высоте горных гусей, проводила эксперименты по полёту гусей в аэродинамической трубе и исследовала физиологические изменения в их организме во время кислородного голодания. В 2012 году стала адъюнкт-профессором в Гарвардской медицинской школе при Массачусетском госпитале в Бостоне, где изучала физиологию животных в экстремальных условиях обитания. Принимала участие в подводных экспедициях Смитсоновского института в Антарктиде и Белизе.

## Космическая подготовка

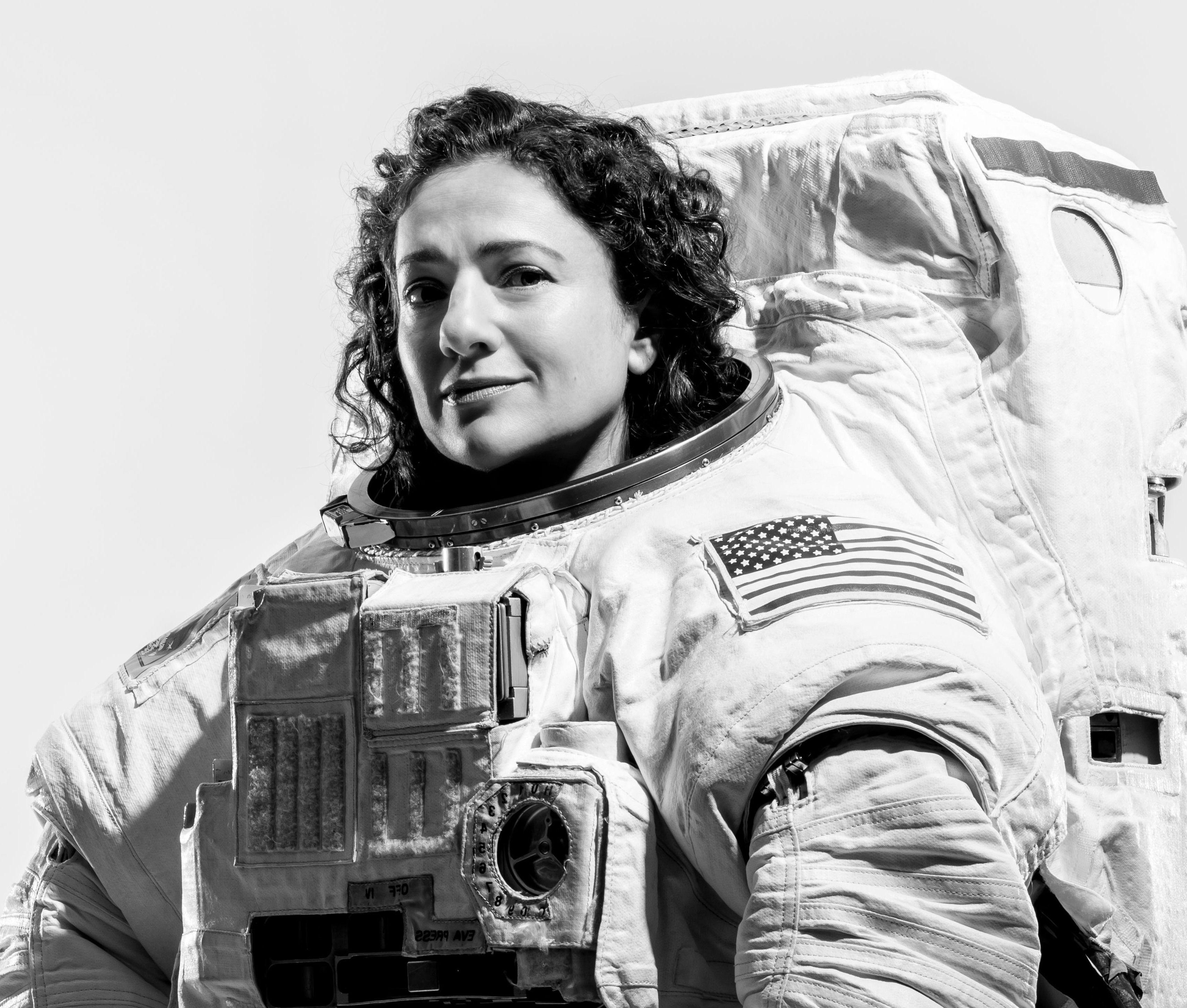
Джессика Меир в аппарате внекорабельной мобильности (скафандре). 11 сентября 2018

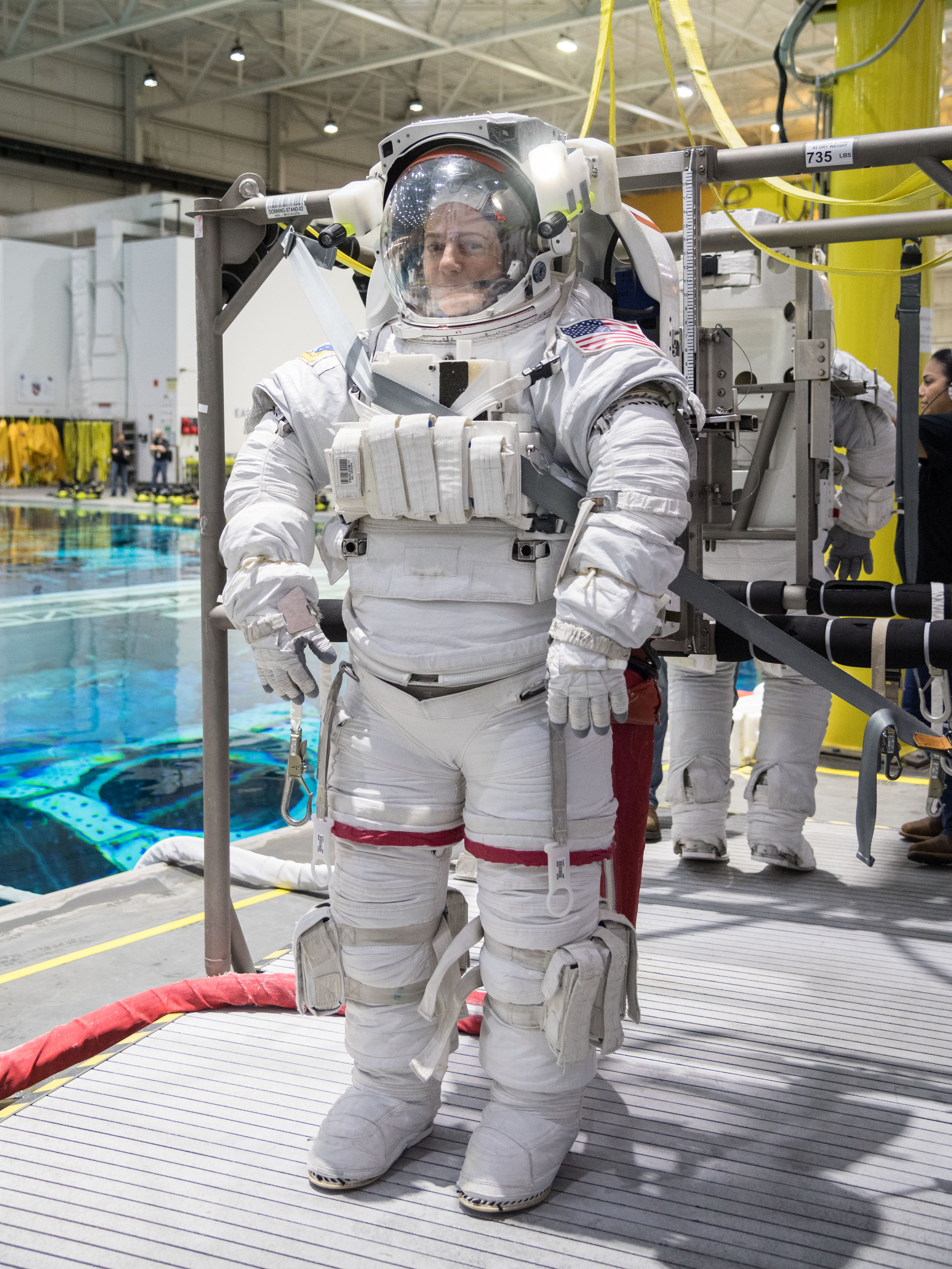
Джессика Меир на тренировках по погружению в лаборатории плавучести НАСА для обучения выходу в открытый космос. 28 февраля 2019

По словам Меир, о космических полётах она мечтала с детства.
В 2008 году она вошла в число финалистов для включения в число кандидатов 20-го набора астронавтов НАСА, вызванных на собеседование в Космический центр имени Линдона Джонсона, однако в этот набор включена так и не была.
17 июня 2013 года была зачислена вместе с восемью другими кандидатами в отряд астронавтов 21-го набора НАСА в качестве кандидата в астронавты. В августе 2013 года приступила к прохождению курса базовой общекосмической подготовки, которая включала обучение русскому языку, научно-технические брифинги, занятия по системам международной космической станции, выходу в открытый космос и эксплуатации скафандров, робототехнике, физиологической и медицинской подготовке, лётной подготовке на самолёте Т-38, тренировкам по выживанию астронавтов на воде и в дикой природе. 9 июля 2015 года получила статус активного астронавта. В июле 2015 года была сертифицирована для выполнения космического полёта.
22 января 2018 года приступила к прохождению подготовки в Центре подготовки космонавтов имени Ю. А. Гагарина в качестве бортинженера транспортного пилотируемого корабля «Союз МС» и бортинженера МКС в составе дублирующего экипажа космической экспедиции МКС-60/61. В феврале 2018 года Д. Меир в составе условного экипажа участвовала в автономной комплексной тренировке на «выживание» в зимних условиях в лесисто-болотистой местности. В июле 2018 года участвовала в тренировках по «водному выживанию» космонавтов на базе Ногинского спасательного центра МЧС России.
До апреля 2018 года входила в дублирующий экипаж МКС-60/61, а с мая 2018 года по февраль 2019 года проходила подготовку в составе дублирующего экипажа МКС-59/60 в качестве бортинженера-1 корабля «Союз МС» и бортинженера Международной космической станции. С марта 2019 года Джессика Меир вместе с космонавтом Роскосмоса Олегом Скрипочкой (командир экипажа) и участником космического полёта Хазза аль-Мансури (ОАЭ) проходила подготовку в составе основного экипажа ТПК «Союз МС-15» и космических экспедиций МКС-61/62/ЭП-19. По словам Меир, после того, как она в начале 2018 года приступила к подготовке к космическому полёту, она постоянно ездила из Хьюстона в Россию и обратно, проводя в Звёздном городке по 4—5 недель за один раз, а на родине — гораздо меньше времени.
24 сентября 2019 года на космодроме Байконур Д. Меир решением Государственной комиссии по проведению лётных испытаний пилотируемых космических комплексов была утверждена бортинженером-1 основного экипажа пилотируемого корабля «Союз МС-15». Относительно программы исследовательских работ, которые она будет проводить во время космического полёта, Меир пошутила, что «круг замкнулся»: раньше она занималась изучением состояния различных животных в экстремальных условиях, а теперь она сама будет являться объектом исследования — у неё будут брать различные анализы и т. п.

## Космический полёт

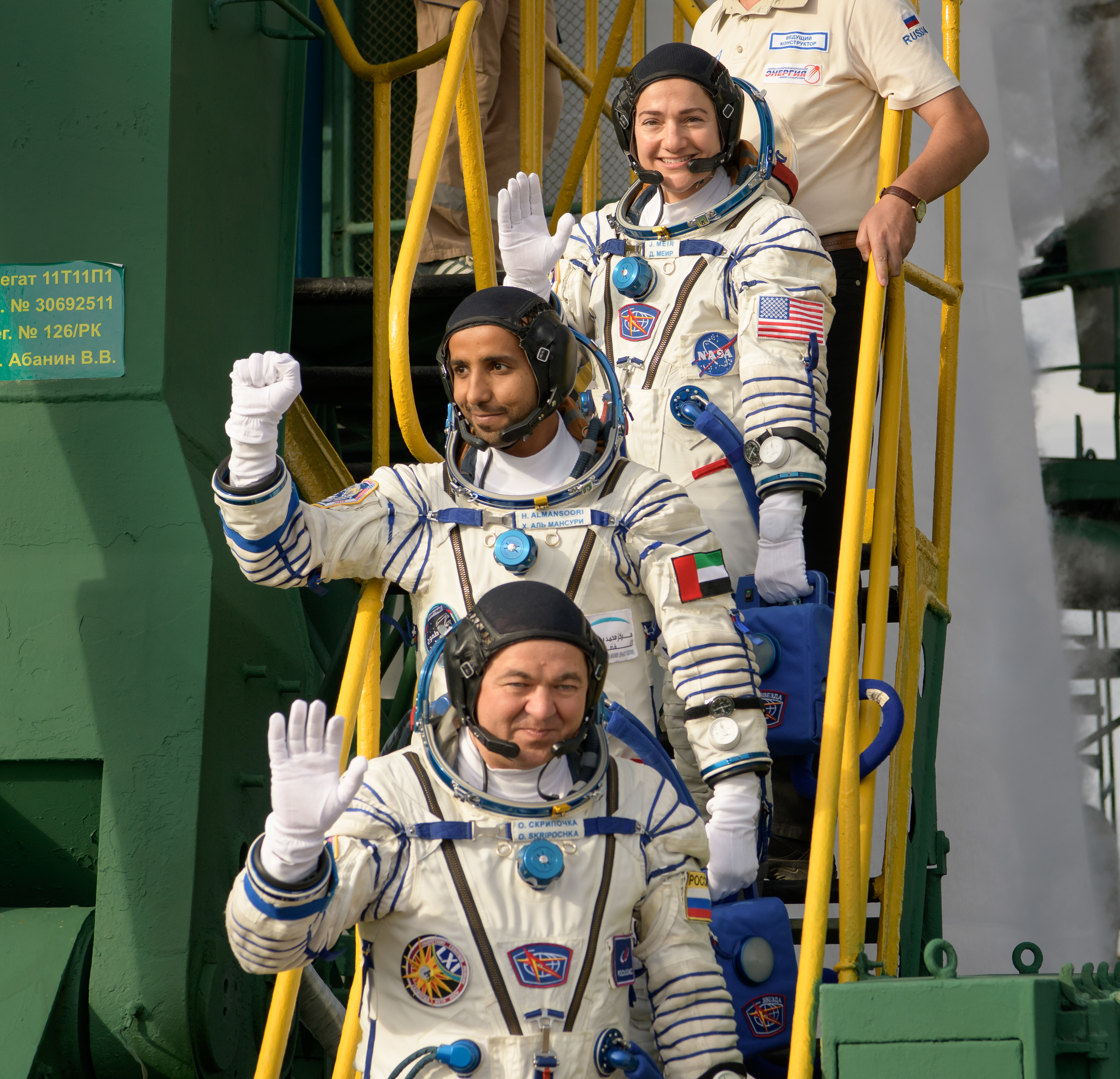
Экипаж ТПК «Союз МС-15» перед стартом (Меир — третья снизу). 25 сентября 2019

25 сентября 2019 года в 16:57:42 мск Джессика Меир стартовала вместе с космонавтом Олегом Скрипочкой (командир экипажа) и участником космического полёта Хазза аль-Мансури с «Гагаринского старта» космодрома Байконур в качестве бортинженера экипажа космического корабля «Союз МС-15» и бортинженера экипажа Международной космической станции по программе МКС-61/62/ЭП-19 космических экспедиций, позывной экипажа — «Сармат». Сближение корабля «Союз МС-15» с космической станцией и причаливание к стыковочному узлу служебного модуля «Звезда» были проведены в автоматическом режиме по четырёхвитковой схеме. 25 сентября 2019 года в 22:43 мск корабль пристыковался к МКС, в 01:13 мск 26 сентября экипаж перешёл на борт МКС.
Меир из-за наличия двойного гражданства: американского и шведского, стала первой женщиной-астронавтом Швеции.
6 октября 2019 года, во время выхода в открытый космос астронавтов К. Кук и Э. Моргана для замены двух водородно-никелевых элементов на новые литий-ионные батареи на дальнем конце портовой фермы МКС, Джессика Меир управляла со станции манипулятором, который был задействован в операции для переноса батарей. 18 октября Д. Меир вместе с астронавтом К. Кук работала в открытом космосе более 7 часов. Это был первый в истории космонавтики совместный выход двух женщин-астронавтов.
15 января 2020 Джессика Меир вместе с К. Кук во время выхода в открытый космос переместили три старые водородно-никелевые батареи на площадку, размещенную на внешней поверхности станции, и установили две новые (более мощные) литий-ионные батареи, питающиеся от солнечной панели. Продолжительность выхода в открытый космос составила 7 часов 29 минут.
20 января 2020 Джессика Меир вместе с К. Кук вышли в открытый космос с целью завершения работ по замене батарей на МКС. Астронавты удалили последние две никель-водородных батареи, переместили их на внешнюю платформу, а также установили шестую и последнюю новую литий-ионную батарею. Контролеры на Земле проверили, что новые батареи успешно включены, чтобы обеспечить улучшенную и более эффективную мощность для работы МКС. Продолжительность выхода в открытый космос составила 6 часов 58 минут.
17 апреля 2020 года в 8:16 мск спускаемый аппарат транспортного пилотируемого корабля «Союз МС-15» совершил штатную посадку в казахстанской степи. Экипаж приземлился в составе космонавта Олега Скрипочки, астронавтов НАСА Эндрю Морганом и Джессики Меир. Олег Скрипочка и Джессика Меир провели на орбите 205 суток, их коллега Эндрю Морган — 272 суток.
Статистика
| # | Стартовый корабль | Старт, UTC        | Экспедиция            | Корабль посадки | Посадка, UTC      | Налёт                       | Выходы в открытый космос | Время в открытом космосе |
| - | ----------------- | ----------------- | --------------------- | --------------- | ----------------- | --------------------------- | ------------------------ | ------------------------ |
| 1 | Союз МС-15        | 25.09.2019, 13:57 | Союз МС-15, МКС-61/62 | Союз МС-15      | 17.04.2020, 05:16 | 204 суток 15 часов 19 минут | 3                        | 21 час 44 минуты         |

## Взгляды, увлечения
Меир, по её собственным словам, считает себя еврейкой (несмотря на то, что её мать — христианка), однако не является религиозным человеком, хотя по праздникам и ходит вместе с семьёй в синагогу. С собой на МКС она планировала взять флаг Израиля и носки с изображением меноры (как символа иудаизма).
Увлекается лыжным спортом, пешими походами, бегом, велоспортом, футболом, плаванием и дайвингом. Участвовала в экспедициях в Гималаи. Получила лицензию пилота-любителя. Изучает шведский и русский языки. Любит играть на флейте-пикколо (планировала взять её с собой на МКС).
По словам Меир, шведским языком она владеет слабо: её мама никогда не учила дочь своему родному языку, при этом родители Джессики иногда говорили дома по-шведски — но только тогда, когда хотели, чтобы дети их не понимали. Позже, однако, Меир стала изучать шведский язык самостоятельно; кроме того, она совершенствовала шведский, когда училась один семестр в Стокгольмском университете. В период подготовки к космическому полёту она активно осваивала русский язык — и, по её словам, так много разговаривала по-русски, что шведский почти забыла.